# Philypnodon grandiceps
Philypnodon grandiceps är en fiskart som först beskrevs av Krefft, 1864.  Philypnodon grandiceps ingår i släktet Philypnodon och familjen Eleotridae. Inga underarter finns listade i Catalogue of Life.